# I’ll Get By (As Long as I Have You)
I’ll Get By (As Long as I Have You) ist ein Popsong, den Fred E. Ahlert (Musik) und Roy Turk (Text) verfassten und 1928 veröffentlichten.

## Hintergrund

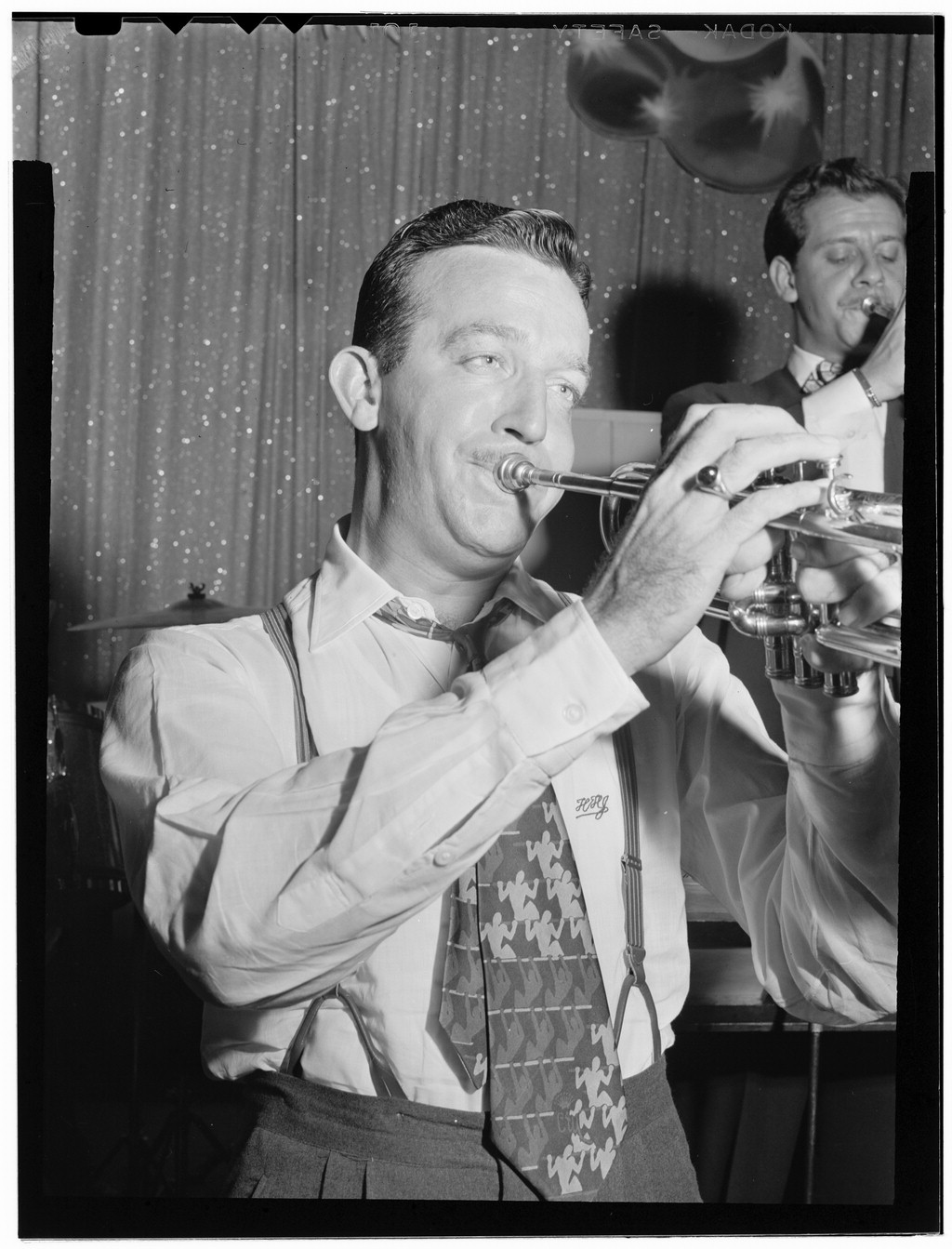
Harry James bei der Probe zur Coca Cola Radio Show, New York, zwischen 1946 und 1948, Bild: William P. Gottlieb

Die Ahlert-Turk-Ballade I’ll Get By (As Long as I Have You) ist in C-Dur in der Form ABAB' geschrieben; der lange Liedvers bewegt sich zu E-Dur, bevor er wieder zu C-Dur zurückkehrt. der 28-taktige Refrain ist ungewöhnlich in seiner Länge und Phasierung.

## Erste Aufnahmen und spätere Coverversionen
Zu den Musikern, die den Song ab 1928 erfolgreich coverten, gehörten Nick Lucas (#12), Ruth Etting (#9), Aileen Stanley (#18) und Gus Arnheim, weitere Versionen stammten von Irving Aaronson, Elsie Carlisle (Dominion A.180), den Original Wolverines (Vocalion, mit Frank Sylvano, Gesang) und der Studioformation Ipana Troubadours (Columbia, mit Bing Crosby), In Berlin nahmen Lud Gluskin, Stefan Weintraub, John Morris und Red Roberts den Song ebenfalls auf. Populär wurde I’ll Get By (As Long as I Have You) in den USA vor allem durch den Film A Guy named Joe (1943), in dem ihn Irene Dunne an Spencer Tracy gewandt sang; im folgenden Jahre hatte das Harry James Orchester (mit Dick Haymes, Gesang) einen Nummer-eins-Hit mit dem Popsong.
Der Diskograf Tom Lord listet im Bereich des Jazz insgesamt 159 (Stand 2015) Coverversionen, u. a. von Mildred Bailey, Cozy Cole/Henry Jerome, John Coltrane, Eddie Condon, Duke Ellington, Frank Froeba, Jan Garber, Benny Goodman, Coleman Hawkins, Woody Herman, Earl Hines, Johnny Hodges, Billie Holiday/Teddy Wilson, Budd Johnson, Andy Kirk, Lucky Millinder, Red Nichols, Jackie Paris, Sun Ra, Charlie Spivak, Art Tatum und Sam „The Man“ Taylor & Dick Hyman.
I’ll Get By (As Long as I Have You) fand auch Verwendung in zahlreichen Filmen; Harry Richman sang ihn in Puttin' on the Ritz (1930, Regie Edward Sloman), Dinah Shore in Follow the Boys (1944, Regie A. Edward Sutherland). Dan Dailey interpretierte ihn in You Were Meant for Me (1948, Regie Lloyd Bacon). Ein Trio aus Dennis Day, June Haver und Gloria de Haven sang in dem gleichnamigen Kinofilm von 1950 (Regie Richard Sale). Gogi Grant war Gesangsdouble für Ann Blyth in The Helen Morgan Story (1957). Der Song wurde u. a. auch von den Ink Spots (#4 R&B, 1944), Connie Francis (1958), Maureen Evans (1958) und Shirley Bassey (#10 in Großbritannien, 1961) erfolgreich gecovert.